# CODASYL
CODASYL (ang. Conference on Data Systems Languages) – przemysłowe konsorcjum IT założone w 1959 stworzone do kierowania rozwojem języka programowania, który mógłby być użyty na wielu komputerach. Pierwsze spotkanie miało miejsce 28 maja 1959 roku. Grupa została rozwiązana w roku 1987, choć część jej podgrup funkcjonowała jeszcze przez kilka następnych lat. Efektem działania konsorcjum było m.in. powstanie COBOLa oraz specyfikacji sieciowego modelu danych.
Członkowie CODASYL byli przedstawicielami rządowych i przemysłowych organizacji. Głównym celem było promowanie bardziej efektywnych analiz danych. Organizacja działała wewnątrz w różnych językach, choć nigdy nie były one ujednolicone. Proces ujednolicenia zatrzymał się na ANSI.
Wszystkie materiały organizacji CODASYL przechowywane są w bibliotece Instytutu Charlesa Babbage’a.